# Ramon Raya
Ramon Raya é o treinador da selecção nacional mexicana de futebol de praia. 

## Palmarés
- Vice-campeão do Torneio de Qualificação da CONCACAF para o Campeonato do Mundo de Futebol de Praia FIFA 2007.
- Vice-campeão do Campeonato do Mundo de Futebol de Praia FIFA 2007.
- Campeão do Torneio de Qualificação da CONCACAF para o Campeonato do Mundo de Futebol de Praia FIFA 2008.